# Traian Vuia, Timiș
Traian Vuia là một xã thuộc hạt Timiș, România. Dân số thời điểm năm 2002 là 2239 người.